# Follow Me (Uncle-Kracker-Lied)
Follow Me (englisch für „Folge mir“) ist ein Lied des US-amerikanischen Rockmusikers Uncle Kracker. Das Stück ist die erste Single aus seinem Debütalbum Double Wide.

## Entstehung und Artwork
Geschrieben wurde Follow Me vom Interpreten Matthew Shafer (Uncle Kracker), zusammen mit dem US-amerikanischen Koautoren Michael Bradford. Bradford zeichnete darüber hinaus für die Abmischung, das Engineering und die Produktion zuständig. Bei der Produktion fungierte er allerdings als „Additional Producer“, unter der Leitung des Hauptproduzenten Robert Ritchie (Kid Rock). Die Abmischung erfolgte ebenfalls durch die Zusammenarbeit von Bradford und Kid Rock. Das Mastering entstand bei Masterdisc in New York City (New York, USA), unter der Leitung von Andy VanDette.
Teile der Produktion tätigte Uncle Kracker während er mit seinem Tourbus durch die Vereinigten Staaten reiste. Er schrieb und nahm die Titel dabei in seinem Tourbus auf, während er auf Parkplätzen verschiedener Arena und Motels parkte.
Auf dem Frontcover der Single ist – neben Künstlernamen und Liedtitel – Uncle Kracker zu sehen, der sich aus dem Fenster eines Fahrzeugs herauslehnt. Die Fotografie stammt von Chapman Baehler, das Artwork von Larry Freemantle. Auf der Rückseite des Covers findet sich das Coverbild des Albums Double Wide wieder, das ebenfalls von Baehler und Freemantle stammt.

## Veröffentlichung und Promotion
Die Erstveröffentlichung von Follow Me erfolgte als Teil von Uncle Krackers Debütalbum Double Wide am 30. Juni 2000, dessen erste Singleauskopplung es ist. Neben einigen Promo-Tonträgern erschien das Lied zunächst als Airplay-Single am 6. November 2000 in den Vereinigten Staaten. Ein viertel Jahr später, dem 20. Februar 2001, erschien das Lied erstmals als offizielle Single in den Vereinigten Staaten. Am 21. Mai 2001 folgte die Veröffentlichung in Australien. Beide Ausführungen wurden durch das Musiklabel Lava Records publiziert und durch Universal Music vertrieben. In Europa erschien die Single einen Monat später am 18. Juni 2001 durch Atlantic Records. Der Vertrieb auf dem europäischen Markt erfolgte durch Warner Music. Verlegt wurde das Lied durch BMG Gold Songs, Gaje Music, Seven Peaks Music und Warner-Tamerlane Publishing. Darüber hinaus fungierten BMG Rights Management, der Neue Welt Musikverlag sowie Universal Music Publishing als Subverleger.
Weltweit erschienen verschiedene Maxi-Single-Ausführungen auf CD, die sich durch die Anzahl und Auswahl der B-Seiten unterscheiden. In Europa erschien eine Ausführung mit drei Titeln sowie dem dazugehörigen Musikvideo. Bei den drei Titeln handelt es sich um die Album- und Radioversion sowie einen von DJ Homicide getätigten Remix zu Follow Me. In den Vereinigten Staaten erschien im Jahr 2001 eine 7-Zoll-Single mit Follow Me und der Nachfolge-Single Yeah, Yeah, Yeah.
Seit seiner Veröffentlichung schaffte es der Titel auf diverse Film- und Serien-Soundtracks, so war es unter anderem Teil der Soundtracks zu Coyote Ugly (2000), Crime is King (2001), Animal – Das Tier im Manne (2001), Roswell – Off the Menu (2001), Blind Side – Die große Chance (2009), It Ain’t Bragging If You Back It Up: The True Story of Kid Rock’s Cocky (2020), Fever (2022) oder auch Kid Rock: The Road to Bad Reputation (2022).

## Inhalt
Der Liedtext zu Follow Me ist in englischer Sprache verfasst, der Titel bedeutet ins Deutsche übersetzt „Folge mir“. Geschrieben und komponiert wurde das Stück gemeinsam von Michael Bradford und Uncle Kracker. Musikalisch bewegt sich das Lied im Bereich der Rockmusik; stilistisch in den Bereichen des Country und Pop-Rocks. Das Tempo beträgt 105 Schläge pro Minute. Die Tonart ist F-Dur.
Aufgebaut ist das Lied auf zwei Strophen, einem Refrain und einer Bridge. Es beginnt mit der ersten Strophe, die als Vierzeiler mit zwei Paarreimen geschrieben wurde. An diese schließt sich erstmals der Refrain an, der sich aus fünf Zeilen, mit ebenfalls zwei Paarreimen, zusammensetzt. Der gleiche Aufbau wiederholt sich mit der zweiten Strophe. Auf den zweiten Refrain folgt als musikalisches Zwischenstück eine vierzeilige Bridge, ehe erneut der Refrain einsetzt. Nach dem dritten Refrain wiederholt sich die erste Strophe, auf die zum Abschluss eine erweiterte Fassung des Refrain folgt.
| „I’m singin’. Follow me, everything is alright. I’ll be the one to tuck you in at night. And if you want to leave, I can guarantee. You won’t find nobody else like me.“ – Refrain, Originalauszug | „Also, komm mit und alles wird gut. Ich deck dich sogar zu heute nacht, Und wenn du gehen willst, garantier ich dir. Sowas wie mich gibt’s nicht nochmal.“ – Refrain, Übersetzung |

Die Textzeile „All you know is when I'm with you, I make you free and swim through your veins like a fish in the sea“ (englisch für „Alles was du weißt ist, dass du frei bist, wenn du bei mir bist, weil ich dir schon längst unter die Haut gegangen bin“) wurde von den Medien unterschiedlich aufgefasst, unter anderem wurde es als Heroin-Missbrauch interpretiert. Dem widersprach Uncle Kracker mit einem Twitter-Beitrag am 10. Juli 2020. Später schrieb er folgendes:

„It takes on a couple of different meanings. I’ve heard some people think that I’m talking about drugs, or some people think I’m talking about cheating. I guess it’s kinda both. I would never want to say anything that would get myself in trouble, being married with a couple of kids. That song is like a dirty picture painted with a pretty brush.“

„Es nimmt verschiedene Bedeutungen an. Ich habe gehört, dass einige denken, dass ich über Betrug oder Drogen spreche. Ich denke, es ist irgendwie beides. Ich würde niemals etwas sagen wollen, was mich in Schwierigkeiten bringen würde, verheiratet zu sein und ein paar Kinder zu haben. Dieses Lied ist wie ein schmutziges Bild, das mit einem hübschen Pinsel gemalt wurde.“

## Musikvideo
Das Musikvideo zu Follow Me feierte seine Premiere im Jahr 2000 in den Vereinigten Staaten. Dieses zeigt zum einen Uncle Kracker der mit einem Pick-up auf dem Weg zu einem lokalen Rundfunksender ist, zum anderen ist er als Radiomoderator zu sehen. Beide Sequenzen sind immer wieder im Wechsel zu sehen. Auf seiner Fahrt zum Radiosender beobachtet er verschiedene Menschen wie einen Basketballspieler, zwei Frauen beim Reinigen des Gehwegs, ein älteres Paar, das auf Klappstühlen in der Garageneinfahrt sitzt oder zwei Mountainbiker. Darüber hinaus hat hierbei der Koautor Michael Bradford einen Cameoauftritt, in dem man ihn beim Gießen seines Rasens sieht. Beim Radiosender singt er Follow Me während er auf Sendung ist. Als seine Zuhörer ihn hören, beginnen diese von ihm zu phantasieren. Sie stellen sich Uncle Kracker als eine Art Elvis-Doppelgänger, eine Boyband, einen Musiker am Klavier oder auch Rockstar vor. Die Gesamtlänge des Videos beträgt 3:49 Minuten. Regie führte der britische Filmemacher Nick Egan. Bis Februar 2025 zählte das Musikvideo über 208 Millionen Aufrufe auf der Videoplattform YouTube.

## Mitwirkende
| Liedproduktion - Michael Bradford: Abmischung, Komponist, Koproduzent, Liedtexter, Toningenieur - Robert Ritchie (Kid Rock): Abmischung, Musikproduzent - Matthew Shafer (Uncle Kracker): Gesang, Komponist, Liedtexter - Andy VanDette: Mastering Visualisierung - Chapman Baehler: Fotograf (Cover) - Nick Egan: Regisseur (Musikvideo) - Larry Freemantle: Artwork (Cover) | Unternehmen - Atlantic Records: Musiklabel - BMG Gold Songs: Musikverlag - BMG Rights Management: Subverlag - Gaje Music: Musikverlag - Lava Records: Musiklabel - Masterdisc: Tonstudio - Neue Welt Musikverlag: Subverlag - Seven Peaks Music: Musikverlag - Universal Music: Vertrieb - Universal Music Publishing: Subverlag - Warner Music: Vertrieb - Warner-Tamerlane Publishing: Musikverlag |

## Rezensionen
Armin Linder vom deutschsprachigen E-Zine Plattentests.de bewertete das Album Double Wide mit fünf von zehn Punkten und hob dabei Follow Me als eines von drei „Highlights“ hervor. Es beschrieb das Lied als „großartige Single“.

## Kommerzieller Erfolg

### Chartplatzierungen
Follow Me stieg am 2. Juli 2001 auf Rang sieben der deutschen Singlecharts ein. Sechs Wochen später belegte es die Chartspitze am 13. August 2001, wo es sich zwei Wochen halten konnte. Die Single konnte sich bis zur Chartwoche vom 19. November 2001 21 Wochen in den Top 10 platzieren, zwölf davon in den Top 10. Darüber hinaus platzierte sich Follow Me acht Wochen, zwischen dem 20. August und 14. Oktober 2001 an der Chartspitze der deutschen Airplaycharts. In Österreich stieg die Single am 1. Juli 2001 auf Rang drei ein und erreichte am 12. August 2001 für ebenfalls zwei Wochen die Chartspitze. Bis zum 18. November 2001 platzierte sich Follow Me 21 Wochen in den Charts, 14 Wochen davon in den Top 10. In der Schweiz stieg das Lied am 15. Juli 2001 auf Rang 66 ein und erreichte fünf Wochen später mit Rang drei seine beste Chartnotierung. Die Single musste sich dabei nur Don’t Stop Movin’ (S Club 7) und dem Spitzenreiter Lady Marmalade (Christina Aguilera, Lil’ Kim, Mýa und P!nk) geschlagen geben. Im Vereinigten Königreich erreichte die Single ebenfalls mit Rang drei die beste Chartnotierung, wo sie in der ersten Woche am 2. September 2001 einstieg. Hier musste sich Follow Me lediglich Let’s Dance (Five) und dem Spitzenreiter Too Close (Blue) geschlagen geben. In den US-amerikanischen Billboard Hot 100 war der Titel erstmals am 10. März 2001 gelistet und erreichte seine beste Platzierung am 9. Juni 2001 mit Rang fünf. In allen Ländern avancierte Follow Me zum ersten Charthit für Uncle Kracker.
Darüber hinaus erreichte das Lied die Chartspitze in Australien, Dänemark, Irland, Neuseeland und Schweden, oder auch weitere Top-10-Platzierungen in Norwegen (Rang 6).
2001 konnte sich Follow Me in den Jahrescharts diverser Länder platzieren, unter anderem auf Rang acht in Deutschland und Österreich, Rang 19 in den Vereinigten Staaten, Rang 28 im Vereinigten Königreich und Rang 31 in der Schweiz. In den deutschen Airplay-Jahrescharts belegte das Lied Rang zwei und musste sich lediglich Supreme (Robbie Williams) geschlagen geben.
| ChartsChartplatzierungen       | Höchstplatzierung | Wochen |
| ------------------------------ | ----------------- | ------ |
| Deutschland (GfK)              | 1 (21 Wo.)        | 21     |
| Österreich (Ö3)                | 1 (21 Wo.)        | 21     |
| Schweiz (IFPI)                 | 3 (20 Wo.)        | 20     |
| Vereinigte Staaten (Billboard) | 5 (33 Wo.)        | 33     |
| Vereinigtes Königreich (OCC)   | 3 (25 Wo.)        | 25     |

| ChartsJahrescharts (2001)      | Platzierung |
| ------------------------------ | ----------- |
| Deutschland (GfK)              | 8           |
| Österreich (Ö3)                | 8           |
| Schweiz (IFPI)                 | 31          |
| Vereinigte Staaten (Billboard) | 19          |
| Vereinigtes Königreich (OCC)   | 28          |

### Auszeichnungen für Musikverkäufe
2001 erhielt Follow Me für über 250.000 verkaufte Einheiten eine Goldene Schallplatte in Deutschland. Im Vereinigten Königreich erreichte die Single am 31. Juli 2020 Platinstatus mit über 600.000 verkauften Einheiten, bereits 2015 erreichte es Goldstatus mit 400.000 verkauften Einheiten. Weltweit bekam Follow Me drei Goldene sowie fünf Platin-Schallplatten und verkaufte sich laut Schallplattenauszeichnungen über eine Million Mal.
| Land/Region                  | Auszeichnungen für Musikverkäufe (Land/Region, Auszeichnung, Verkäufe) | Verkäufe  |
| ---------------------------- | ---------------------------------------------------------------------- | --------- |
| Australien (ARIA)            | Platin                                                                 | 70.000    |
| Dänemark (IFPI)              | Gold                                                                   | 4.000     |
| Deutschland (BVMI)           | Gold                                                                   | 250.000   |
| Neuseeland (RMNZ)            | 2× Platin                                                              | 60.000    |
| Österreich (IFPI)            | Gold                                                                   | 20.000    |
| Schweden (IFPI)              | Platin                                                                 | 30.000    |
| Vereinigtes Königreich (BPI) | Platin                                                                 | 600.000   |
| Insgesamt                    | 3× Gold · 5× Platin ·                                                  | 1.034.000 |

## Coverversionen (Auswahl)
- 2002: Palast Orchester & Max Raabe (Album: Super Hits 2)[38]
- 2002: Kidz Bop Kids (Album: Kidz Bop 2)[39]
- 2011: The Baseballs (Album: Strings ’n’ Stripes)[40]